# Scorpionidae
Famille
Synonymes
- Centruridae C. L. Koch, 1837
- Pandinidae Thorell, 1876
- Heterometridae Simon, 1879
- Urodacidae Pocock, 1893

Les Scorpionidae sont une famille de scorpions.

## Distribution
Les espèces de cette famille se rencontrent en Afrique, en Asie et en Océanie.

## Liste des genres
Selon The Scorpion Files (19/11/2020) :
- Aops Volschenk & Prendini, 2008
- Chersonesometrus Couzijn, 1978
- Deccanometrus Prendini & Loria, 2020
- Gigantometrus Couzijn, 1978
- Heterometrus Ehrenberg, 1828
- Javanimetrus Couzijn, 1978
- Jordanius Afifeh, Yağmur, Al-Saraireh & Amr, 2024
- Opistophthalmus C. L. Koch, 1837
- Pandiborellius Rossi, 2015
- Pandinoides Fet, 1997
- Pandinops Birula, 1913
- Pandinopsis Vachon, 1974
- Pandinurus Fet, 1997
- Pandinus Thorell, 1876
- Pandipalpus Rossi, 2015
- Sahyadrimetrus Prendini & Loria, 2020
- Scorpio Linnaeus, 1758
- Srilankametrus Couzijn, 1981
- Urodacus Peters, 1861

Selon World Spider Catalog (version 23.5, 2023) :
- † Mioscorpio Kjellesvig-Waering, 1986
- † Sinoscorpius Hong, 1983

## Systématique et taxinomie
Cette famille a été décrite par Latreille en 1802.
Prendini et Loria en 2020 répartissent les genres en quatre sous-familles : les Heterometrinae (Chersonesometrus, Deccanometrus, Gigantometrus, Heterometrus, Javanimetrus, Sahyadrimetrus et Srilankametrus), les Opistophthalminae (Opistophthalmus), les Pandininae (Pandiborellius, Pandinoides, Pandinops, Pandinopsis, Pandinurus, Pandinus et Pandipalpus) et les Scorpioninae (Scorpio) ; les Urodacidae (Aops et Urodacus) et les Rugodentidae (Rugodentus) étant considérées comme des familles distinctes.

## Publication originale
- Latreille, 1802 : Histoire naturelle, générale et particulière des Crustacés et des Insectes. Ouvrage faisant suite à l’histoire naturelle générale et particulière, composée par Leclerc de Buffon, et rédigée par C.S. Sonnini. De l’imprimerie F. Dufart, Paris, vol. 3. p. 1-467 (texte intégral).